# Chesapeake and Ohio Canal

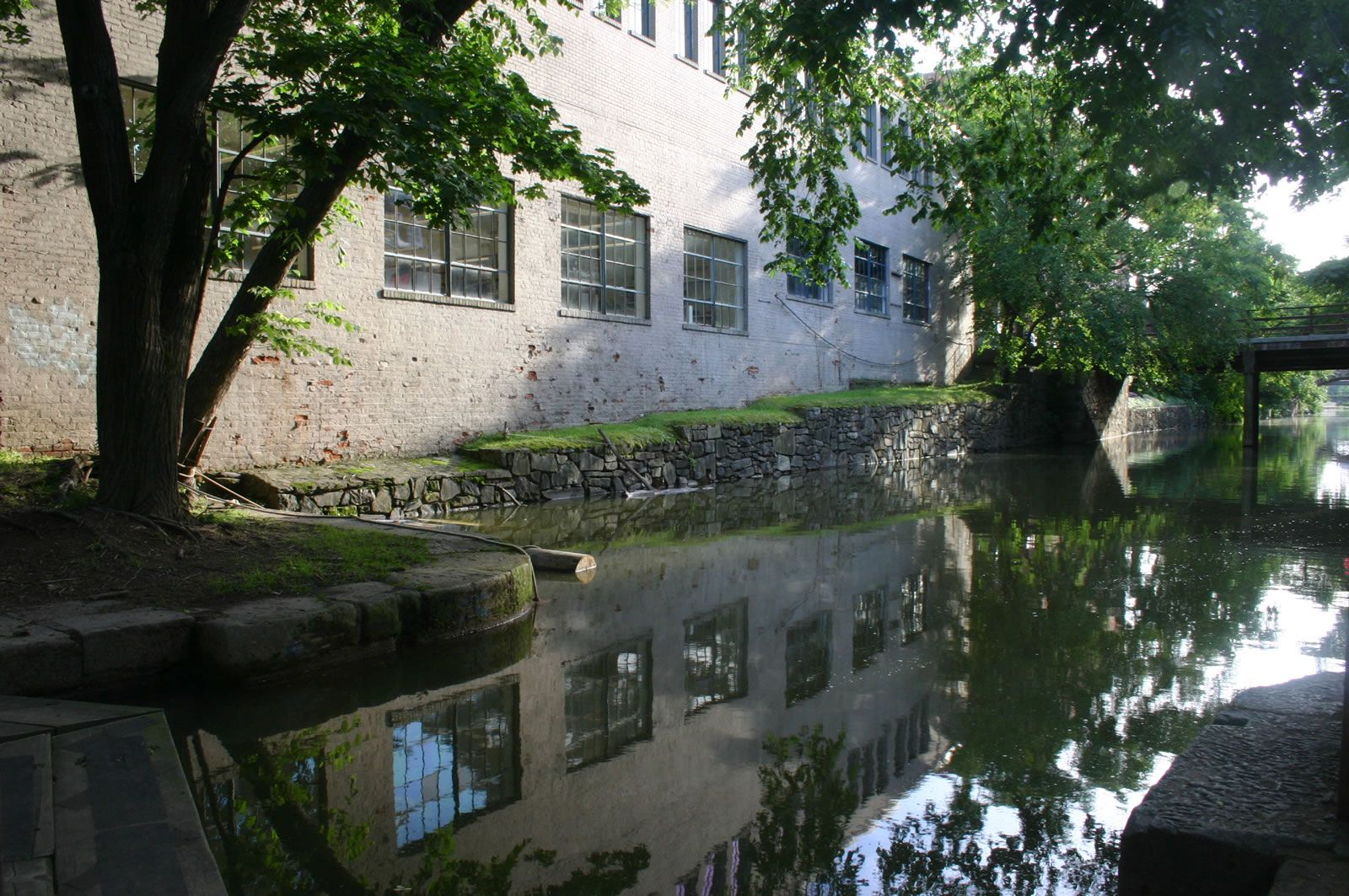
Deel van het Chesapeake and Ohio Canal in Georgetown, Washington, D.C.

Het Chesapeake and Ohio Canal is een kanaal dat van Cumberland, Maryland naar Washington, D.C. loopt, parallel aan de rivier de Potomac. De lengte van het C&O Canal, zoals de afgekorte naam luidt, is ongeveer 300 km en via 74 sluizen wordt een hoogteverschil van 185m overbrugd.
In 1828 werd er begonnen met de bouw van het kanaal dat de Ohio met de Chesapeake Bay moest verbinden. In 1836 werd het geopend. Tussen 1836 en 1924 werd het kanaal voornamelijk gebruikt voor het vervoer van kolen vanuit de Allegheny Mountains. Na 88 jaar actieve dienst veroorzaakte de massale overstroming van 1924 zoveel schade aan het kanaal dat transport niet meer mogelijk was.
In 1938 kocht de Amerikaanse overheid het kanaal met het doel een deel ervan weer open te stellen en de rest als recreatiegebied aan te merken. In 1971 werd het kanaal als Nationaal Historisch Monument beschermd.